# Élodie Embony
Élodie Vanessa Embony (* 22. Oktober 1987) ist eine madagassische Sprinterin.

## Sportliche Laufbahn
Erste internationale Erfahrungen sammelte Élodie Embony 2011 bei den Afrikaspielen in Maputo, bei denen sie im 200-Meter-Lauf mit 25,94 s in der ersten Runde ausschied. 2014 erreichte sie bei den Afrikameisterschaften in Marrakesch im 100-Meter-Lauf das Halbfinale, in dem sie mit 12,32 s ausschied. Im Jahr darauf nahm sie erneut an den Afrikaspielen in Brazzaville teil und schied dort über 100 und 200 Meter mit 11,94 s bzw. 24,37 s jeweils im Halbfinale aus. 2016 nahm sie im 60-Meter-Lauf an den Hallenweltmeisterschaften in Portland teil und schied dort mit 7,65 s in der Vorrunde aus. Bei ihren dritten Afrikaspielen 2019 in Rabat schied sie über 200 Meter mit 24,30 s in der ersten Runde aus und belegte mit der madagassischen 4-mal-100-Meter-Staffel in 46,02 s den fünften Platz.

## Bestleistungen
- 100 Meter: 11,69 s (+1,0 m/s), 23. April 2016 in Saint-Denis
  - 60 Meter (Halle): 19. März 2016 in Portland
- 200 Meter: 24,22 s (+0,8 m/s), 16. September 2015 in Brazzaville